# Мои черничные ночи
«Мои черничные ночи» (англ. My Blueberry Nights) — мелодрама режиссёра Вонга Карвая.
Премьера фильма состоялась на Каннском кинофестивале в мае 2007 года. Позже он был показан на Гамбургском кинофестивале, Международном кинофестивале в Вальядолиде и Мюнхенском кинофестивале в Азии. Ограниченный театральный релиз в Канаде состоялся 16 ноября 2007 года, в США — 4 апреля 2008.

## Сюжет
Любовь и расставания, слёзы и обиды, обман и предательства окружают нас на любом жизненном этапе, но нужно суметь остановиться в нужный момент и задуматься о том, чего же именно желает твоя душа. Главное — не опоздать. Элизабет (Нора Джонс) находится в отчаянии, узнав об измене любимого человека. Пытаясь успокоиться, она изливает душу владельцу ближайшего кафе Джереми (Джуд Лоу). Всего один разговор, несколько пристальных взглядов, черничный пирог с мороженым, и вот уже родилась новая история любви. Но не стоит торопиться. Череда последующих событий о многом заставит задуматься и Элизабет, и Джереми. Задуматься и понять: то, чего они так искали, к чему так стремились их души — это тот самый разговор, те несколько пристальных взглядов и, конечно, черничный пирог, которые обязательно будут повторяться. Всегда можно войти в кафе под названием «КЛЮЧ», когда ты к этому готов.

## В ролях
| Актёр           | Роль              |
| --------------- | ----------------- |
| Нора Джонс      | Элизабет          |
| Джуд Лоу        | Джереми           |
| Натали Портман  | Лесли             |
| Дэвид Стрэтэйрн | Арни Коупленд     |
| Рэйчел Вайс     | Сью Линн Коупленд |
| Фрэнки Фэйсон   | Трэвис            |
| Майкл Мэй       | Алоха             |

## Награды и номинации

### Номинации
- 2007 — Каннский кинофестиваль
  - Золотая пальмовая ветвь — Вонг Карвай

## Интересные факты
- Комментарии режиссёра:

«„Мои черничные ночи“ — фильм о прощании. Если что-то в твоей жизни тебя не устраивает, ты должен забыть об этом. Для Элизабет — это история о том, как проститься с людьми, которые для тебя когда-то имели значение, и открыть в своей жизни новую главу».

«Лоренс (прим. Лоренс Блок — второй сценарист фильма) в начале предложил название „Стороны Элизабет“, потому что основная идея фильма — показать разные стороны Элизабет через её встречи с другими людьми. Но мне показалось, что это слишком буквально. И раз уж мы решили, что в кафе будут подавать черничный пирог, появилось название „Мои черничные ночи“. Думаю, это более яркий визуальный образ».
- Комментарии Норы Джонс:

«Я старалась, как могла. Но я же не профессиональная актриса, и рада тому, что мы нашли характер, прошли этот этап. У Джуда и Рэйчел были свои идеи по поводу отведённых им ролей. Карвай же корректировал, „настраивал“ каждого персонажа и находил его. Так же было и со мной, хотя у меня не было предварительных идей о моей героине. Но ведь она получилась очень объёмной в конечном итоге?»

«Вонг Карвай даёт чёткие указания, говорит, что ему нравится, а что нужно поменять. И мне нравится, как он это объясняет. Он никогда не скажет: „Неплохо, но скажи это вот так“. Он скажет: „Представь, что ты…“ и получит требуемую эмоцию. Это так поэтично».
- Единственная проблема, которая возникла у Карвая с Норой Джонс (непрофессиональной актрисой) была в том, что она не могла работать 10 часов без перерыва на еду.
- Когда заканчивался постпродакшн фильма, Нора Джонс сочинила песню и прислала её Карваю со словами: «Я написала песню, и это моё видение этой истории». И он включил её в фильм.
- Кристофер Дойл, постоянный партнёр и оператор Вонга Карвая, работал с Найтом Шьямаланом над «Девушкой из воды», поэтому Карвай был вынужден снимать с Дариусом Хонджи.
- Вонг Карвай не любит черничный пирог, считает его слишком сладким.
- На двери кафе Джереми висит табличка с надписью «КЛЮЧ» на русском языке. Это название заведения.

## Критика
Фильм получил смешанные отзывы кинокритиков. На сайте Rotten Tomatoes фильм имеет рейтинг 48 % на основе 126 рецензий со средним баллом 5,4 из 10. На сайте Metacritic фильм имеет оценку 52 из 100 на основе 27 рецензий критиков, что соответствует статусу «смешанные или средние отзывы».